# Diana Kirkbride
Diana Victoria Warcup Kirkbride-Helbæk, (22 de octubre de 1915-Aarhus, 13 de agosto de 1997) fue una arqueóloga británica especializada en la prehistoria del Oriente Próximo. Asistió a la Abadía Wycombe en High Wycombe y sirvió en el Servicio Naval Real de Mujeres durante la Segunda Guerra Mundial.
Completó un diploma de posgrado en el University College de Londres en 1950 estudiando la arqueología mesopotámica y palestina con Max Mallowan y Kathleen Kenyon. Luego trabajó en las excavaciones de Jericó de 1952 a 1955. En 1953, comenzó el trabajo de campo en Jordania, incluyendo la restauración del Teatro Jerash y las excavaciones en Petra en 1956.
Durante sus estudios del paleolítico y el neolítico de la zona, excavó un pequeño refugio de roca llamado Wadi Madamagh y realizó excavaciones en Ard Tlaili en el Líbano. También descubrió un importante yacimiento neolítico en Beidha, donde dirigió las excavaciones de la Escuela Británica de Arqueología en Jerusalén desde 1958 hasta 1967. Fue durante este trabajo que conoció al paleobotánico danés Hans Helbæk con el que se casó a finales de los años 60.
Continuó trabajando en Irak en los años 70, donde hizo otro descubrimiento de otro sitio neolítico llamado Umm Dabaghiyah. Después de que su marido muriera de una apoplejía a finales de los 70, volvió a Beidha para una temporada de excavaciones en 1983. También terminó el trabajo de recopilación de los resultados de Beidha y Umm Dabaghiyah y comenzó a planificar una nueva excavación de un templo nabateo en Wadi Rum, que no se completó antes de su muerte en agosto de 1997 en Aarhus, Dinamarca.

## Cargos ocupados
- Directora de la Escuela Británica de Arqueología en Iraq.
- Beca Gerald Avery Wainwright de arqueología de Oriente Próximo de la Universidad de Oxford.
- Miembro de la Sociedad de Anticuarios.